# Michel Lauen
Pour les articles homonymes, voir Lauen.
Michel Lauen (né le 19 février 1961 à Edina, dans l'état du Minnesota aux États-Unis) est un joueur professionnel américain de hockey sur glace.

## Carrière en club
En 1979, il commence sa carrière avec les Huskies de Michigan Tech dans la WCHA. Il est choisi au cours du repêchage d'entrée 1980 dans la Ligue nationale de hockey par les Jets de Winnipeg en 7e ronde, en 135e position. Il passe professionnel avec les Jets de Sherbrooke dans la Ligue américaine de hockey en 1982.

## Statistiques
| Saison     | Équipe                   | Ligue      |    | Saison régulière | Saison régulière | Saison régulière | Saison régulière | Saison régulière |   | Séries éliminatoires | Séries éliminatoires | Séries éliminatoires | Séries éliminatoires | Séries éliminatoires |
| Saison     | Équipe                   | Ligue      | PJ | B                | A                | Pts              | Pun              | PJ               | B | A                    | Pts                  | Pun                  |                      |                      |
| 1979-1980  | Huskies de Michigan Tech | WCHA       | 35 | 24               | 21               | 45               | 16               | -                | - | -                    | -                    | -                    |                      |                      |
| 1980-1981  | Huskies de Michigan Tech | WCHA       | 44 | 24               | 20               | 44               | 14               | -                | - | -                    | -                    | -                    |                      |                      |
| 1981-1982  | Huskies de Michigan Tech | WCHA       | 30 | 13               | 15               | 28               | 28               | -                | - | -                    | -                    | -                    |                      |                      |
| 1981-1982  | Huskies de Michigan Tech | WCHA       | 38 | 12               | 17               | 29               | 18               | -                | - | -                    | -                    | -                    |                      |                      |
| 1982-1983  | Jets de Sherbrooke       | LAH        | 5  | 0                | 3                | 3                | 0                | -                | - | -                    | -                    | -                    |                      |                      |
| 1983-1984  | Jets de Winnipeg         | LNH        | 3  | 0                | 1                | 1                | 0                | -                | - | -                    | -                    | -                    |                      |                      |
| 1983-1984  | Jets de Sherbrooke       | LAH        | 61 | 23               | 29               | 52               | 13               | -                | - | -                    | -                    | -                    |                      |                      |
| 1984-1985  | Canadiens de Sherbrooke  | LAH        | 25 | 6                | 10               | 16               | 2                | -                | - | -                    | -                    | -                    |                      |                      |
| 1985-1986  | Goaldiggers de Toledo    | LIH        | 27 | 4                | 10               | 14               | 16               | -                | - | -                    | -                    | -                    |                      |                      |
| Totaux LNH | Totaux LNH               | Totaux LNH | 3  | 0                | 1                | 1                | 0                | -                | - | -                    | -                    | -                    |                      |                      |